# 1115 (szám)
Az 1115 (római számmal: MCXV) az 1114 és 1116 között található természetes szám.

## A szám a matematikában
A tízes számrendszerbeli 1115-ös a kettes számrendszerben 10001011011, a nyolcas számrendszerben 2133, a tizenhatos számrendszerben 45B alakban írható fel.
Az 1115 páratlan szám, összetett szám, félprím. Kanonikus alakja 51 · 2231, normálalakban az 1,115 · 103 szorzattal írható fel. Négy osztója van a természetes számok halmazán, ezek növekvő sorrendben: 1, 5, 223 és 1115.
Az 1115 huszonhárom szám valódiosztó-összegeként áll elő, ezek közül legkisebb az 5545.

## Csillagászat
- 1115 Sabauda kisbolygó